# Coone
Coone, pseudoniem van Koen Bauweraerts, (Turnhout, 30 mei 1983) is een Belgisch diskjockey.

## Carrière
Bauweraerts begon reeds in 1998, op vijftienjarige leeftijd, met het produceren en mixen van muziek. Hij brengt zijn eerste ep uit in 2002, 'Protect The Innocent'. Onder het pseudoniem "The Artist Also Known As" kende hij zijn grote doorbraak met 'Eating Donuts', een remix van 'Song 2' van Blur.
In 2005 werd Coone resident-dj in Complex, een discotheek in Sint-Niklaas. Pas in 2009 zette hij een punt achter de samenwerking met de discotheek. Zijn grote bekendheid zorgde in 2006 voor de oprichting van zijn eigen recordlabel, Dirty Workz. In 2007 maakte hij het anthem voor Reverze, 'The Chosen One'. In ditzelfde jaar organiseerde hij in het Antwerpse Sportpaleis het event "Coone & The Gang".
Hijzelf beschrijft zijn stijl als: "All harder styles, but never the same". Zijn sets bestaan uit ongeveer 75% eigen werk, remixes of bootlegs. In februari 2008 bracht Coone zijn eerste solo-album uit; 'My Dirty Workz'. Het was het eerste album van een Harddance-dj dat een dvd bevatte met beelden van zijn eigen evenementen en andere optredens. Enkele weken na de release bereikte het album de top van de hitlijsten.
In 2009 begon Dirty Workz met de organisatie van haar eigen evenementen. Zo had het label een eigen podium op Laundry Day en Q-BASE, en kwam het zelfs tot de organisatie van een zelfstandig evenement: Dirty Workz Deluxe. Deze vond eenmalig plaats op 28 november 2009 in de Lotto Arena te Antwerpen.
Naast 'Coone' richtte hij in 2010 samen met Fenix Ambassador Inc. op. Deze act is ondertussen niet meer actief.
In 2013 ging Coone een samenwerking aan met Dim Mak, het platenlabel van de Amerikaanse DJ/Producer Steve Aoki genaamd Global Dedication. 
Coone bracht in 2016 het album Less is More uit.
In 2018 mocht Coone als eerste hardstyle-dj ooit op de mainstage van het edm-festival Tomorrowland spelen. Hij bracht dat jaar tevens een album uit getiteld Trip To Tomorrow.
Gedurende de covid-19-pandemie heeft Coone het album Loyalty Is Everything uitgebracht.
Samen met Da Tweekaz & Hard Driver heeft Coone sinds 2020 het project The Elite. Hun eerste showcase samen was op Reverze. Ze maakten hiervoor ook de anthem 'Power of Perception'. Het project heeft ondertussen een album uitgebracht genaamd Legends Of The Elite.

## Discografie

### Albums
| Album met eventuele hitnotering(en) in de Nederlandse Album Top 100 | Datum van verschijnen | Datum van binnenkomst | Hoogste positie | Aantal weken | Opmerkingen |
| ------------------------------------------------------------------- | --------------------- | --------------------- | --------------- | ------------ | ----------- |
| The Challenge                                                       | 24-04-2011            | 30-04-2011            | 87              | 1            |             |

| Album met hitnotering(en) in de Vlaamse Ultratop 200 albums | Datum van verschijnen | Datum van binnenkomst | Hoogste positie | Aantal weken | Opmerkingen |
| ----------------------------------------------------------- | --------------------- | --------------------- | --------------- | ------------ | ----------- |
| My Dirty Workz                                              | 2008                  | 01-03-2008            | 13              | 13           |             |
| Dirty Workz Deluxe - The Album                              | 2009                  | 14-11-2009            | 72              | 1            |             |
| The Challenge                                               | 2011                  | 30-04-2011            | 19              | 6            |             |
| Gobal Dedication                                            | 2013                  | 21-12-2013            | 60              | 10           |             |
| Less Is More                                                | 2016                  | 06-08-2016            | 17              | 16           |             |
| Trip To Tomorrow                                            | 2018                  | 20-10-2018            | 199             | 1            |             |

### Singles
| Single met eventuele hitnotering(en) in de Nederlandse Top 40 | Datum van verschijnen | Datum van binnenkomst | Hoogste positie | Aantal weken | Opmerkingen                             |
| ------------------------------------------------------------- | --------------------- | --------------------- | --------------- | ------------ | --------------------------------------- |
| Pitch up                                                      | 2007                  | -                     |                 |              | met Ghost / Nr. 79 in de Single Top 100 |

| Single met hitnotering(en) in de Vlaamse Ultratop 50 | Datum van verschijnen | Datum van binnenkomst | Hoogste positie | Aantal weken | Opmerkingen                             |
| ---------------------------------------------------- | --------------------- | --------------------- | --------------- | ------------ | --------------------------------------- |
| Pitch up                                             | 2007                  | 05-05-2007            | 33              | 2            | met Ghost                               |
| Dedication                                           | 2012                  | 15-09-2012            | tip83           | -            |                                         |
| Madness                                              | 2013                  | 09-02-2013            | 35              | 3            | met Dimitri Vegas & Like Mike & Lil Jon |
| Colors of life                                       | 2013                  | 01-06-2013            | tip64           |              |                                         |
| Times Gettin' Hard                                   | 2013                  | 10-08-2013            | tip64           |              | feat. K19                               |
| Drowning                                             | 2013                  | 18-11-2013            |                 |              | met Substance One                       |
| Aladdin On E                                         | 2014                  | 13-09-2014            | tip72           |              |                                         |